# John Dahl
Pour les articles homonymes, voir Dahl.
John Dahl est un réalisateur et scénariste américain né le 11 décembre 1956 à Billings, Montana (États-Unis).
Après avoir réalisé plusieurs longs métrages pour le cinéma, il tourne essentiellement pour la télévision depuis le milieu des années 2000, notamment des épisodes de Californication et Dexter.

## Biographie

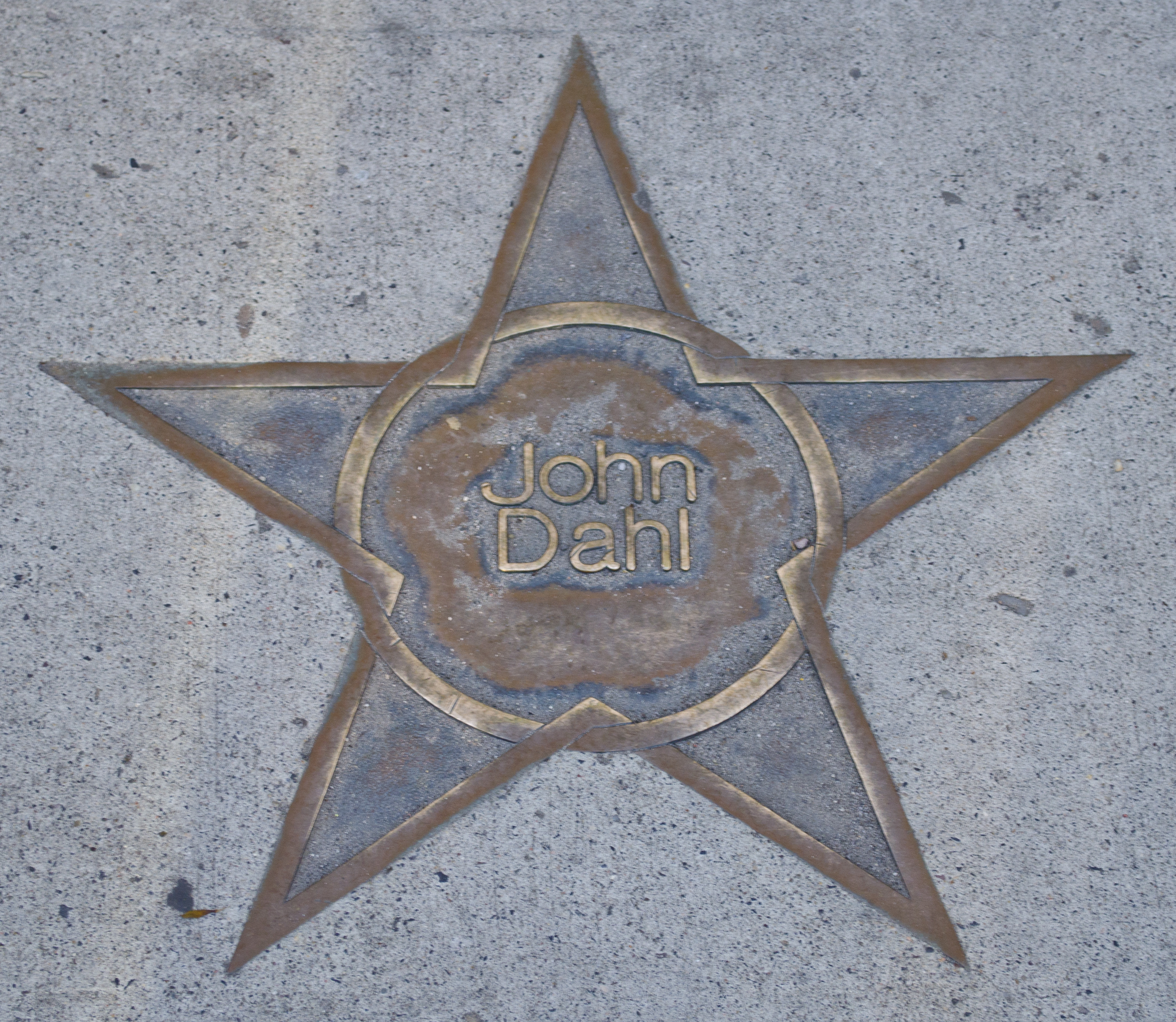
Étoile de John Dahl à Bozeman

John Dahl nait à Billings, Montana. Il est le second de quatre enfants (son frère Rick travaille également dans l'industrie cinématographique notamment comme scénariste). John Dahl passe sa jeune vie dans le Montana et ses alentours, tout au long de ses années d'études. Son intérêt pour le cinéma commence à l'âge de dix-sept ans, lorsqu'il voit pour la première fois Orange mécanique de Stanley Kubrick comme il le racontera à Robert K. Elder dans l'émission d'interview The Film That Changed My Life (en).

« Ce film a tellement captivé mon imagination. C'est le premier film que j'ai vu et qui m'a fait réaliser que quelqu'un devait faire ce genre de choses. Quelqu'un doit construire ces décors. Quelqu’un doit peindre ces tableaux. Tout d’un coup, c’est devenu accessible. Le film était tellement convaincant et intéressant pour moi à bien des niveaux. La seule chose qui m'a frappé, c'est que quelqu'un avait fait un film et que c'était quelque chose que je pourrais peut-être faire. »

— John Dahl, The Film That Changed My Life, 2011
John Dahl fréquente l'université d'État du Montana (MSU) à Bozeman où il intègre plus tard la School of Film and Photography. Il y a obtenu un diplôme en cinéma et a notamment été l'élève de Bill Pullman. Son premier long métrage à MSU s'intitulait The Death Mutants et a été tourné pour 12 000 $. À Montana State, il joue également de la guitare au sein d'un groupe punk rock, The Pugs. Il y a également rencontré sa femme, Beth Friedberg. Ils quittent ensuite tous les deux le Montana pour fréquenter l'AFI Conservatory (en) à Los Angeles. Il est entré dans le programme de réalisation alors que Beth est entrée dans le programme de cinématographie.
John Dahl commence sa carrière comme assistant réalisateur sur le film Mestema, le maître du Donjon (The Dungeonmaster, 1984) puis s'occupe de la seconde équipe de E. Nick: A Legend in His Own Mind (1984) de Robert Hegyes. Il réalise ensuite des clips notamment pour le groupe Kool and the Gang. Il officie en parallèle comme dessinateur de storyboards sur Neon Maniacs (en) (1986) de Joseph Mangine ainsi que deux films de Jonathan Demme : Dangereuse sous tous rapports (1986) et Veuve mais pas trop (1988).
John Dahl commence ensuite sa carrière de réalisateur de longs métrages avec Kill Me Again, un thriller néo-noir avec Val Kilmer, sorti en 1989. Grand prix au festival du film policier de Cognac 1990, le film sera cependant un échec commercial. Il dirige ensuite Nicolas Cage dans Red Rock West (1992), dont il a coécrit le scénario avec son frère Rick. Le film reçoit des critiques plutôt positives.
Son 3e film est le thriller The Last Seduction, sorti en 1994, avec Linda Fiorentino dans le rôle principal. La performance de l'actrice est acclamée par la critique mais elle ne peut être nommée à l'Oscar de la meilleure actrice car le film a été diffusé à la télévision par câble avant sa sortie en salles. Dans ce film, John Dahl dirige par ailleurs son ancien professeur à l'université, Bill Pullman.
Il réalise ensuite un autre thriller, cette fois teinté de science-fiction, Mémoires suspectes (1996). Il y dirige à nouveau Linda Fiorentino, cette fois-ci associée à Ray Liotta. C'est un échec critique et commercial.
Son film suivant, Les Joueurs, connait un destin commercial légèrement plus positif. Matt Damon, John Malkovich, Edward Norton ou encore John Turturro se partagent l'affiche. John Dahl réalise ensuite un thriller road movie, Une virée en enfer. Coécrit par J. J. Abrams, ce long métrage rappelle Duel de Steven Spielberg. Sorti en 2001, le film reçoit des critiques majoritairement positives et récolte plus de 36 millions de dollars au box-office.
Il s'essaie ensuite au film de guerre avec Le Grand Raid (2005), qui relate le raid de Cabanatuan pendant la Seconde Guerre mondiale. C'est un nouvel échec critique et commercial. Deux ans plus tard sort You Kill Me, avec notamment Ben Kingsley, Téa Leoni et Luke Wilson. Le film reçoit des critiques plutôt positives. Il s'agit de son dernier long métrage : John Dahl ne réalise qu'après cela de nombreux épisodes de séries télévisées et quelques téléfilms.

## Filmographie
Sauf indication contraire, les informations mentionnées dans cette section peuvent être confirmées par la base de données cinématographiques IMDb,  présente dans la section « Liens externes ».

### Réalisateur

#### Cinéma
- 1989 : Kill Me Again
- 1992 : Red Rock West
- 1994 : Last Seduction
- 1996 : Mémoires suspectes (Unforgettable)
- 1998 : Les Joueurs (Rounders)
- 2001 : Une virée en enfer (Joy Ride)
- 2005 : Le Grand Raid (The Great Raid)
- 2007 : You Kill Me

#### Télévision
- 1995 : Fallen Angels (1 épisode)
- 2005 : Tilt (2 épisodes)
- 2006 : The Line-Up (téléfilm)
- 2007 : Life (1 épisode)
- 2007-2014 : Californication (10 épisodes)
- 2008-2013 : Dexter (16 épisodes)
- 2008-2010 : True Blood (4 épisodes)
- 2009 : Fear Itself (1 épisode)
- 2009 : Battlestar Galactica (1 épisode)
- 2009 : Breaking Bad (1 épisode)
- 2009 : United States of Tara (2 épisodes)
- 2009-2013 : Vampire Diaries (4 épisodes)
- 2010 : Terriers (1 épisode)
- 2010 : Caprica (2 épisodes)
- 2010-2011 : Hellcats (2 épisodes)
- 2010-2015 : Justified (6 épisodes)
- 2011 : Cooper and Stone (téléfilm)
- 2011-2012 : Shameless (2 épisodes)
- 2012 : Falling Skies (1 épisode)
- 2012 : Homeland (1 épisode)
- 2012 : Arrow (1 épisode)
- 2012 : Bad Girls (téléfilm)
- 2013 : Person of Interest (1 épisode)
- 2013-2014 : The Americans (2 épisodes)
- 2013-2014 : The Bridge (2 épisodes)
- 2013-2015 : Hannibal (2 épisodes)
- 2013-2020 : Ray Donovan (11 épisodes)
- 2014 : Outlander (2 épisodes)
- 2014 : The Strain (1 épisode)
- 2015 : House of Cards (2 épisodes)
- 2015 : House of Lies (2 épisodes)
- 2015 : Aquarius (1 épisode)
- 2015 : Jessica Jones (1 épisode)
- 2015-2017 : The Affair (5 épisodes)
- 2016 : Kingdom (2 épisodes)
- 2016-2023 : Billions (6 épisodes)
- 2017 : Iron Fist (2 épisodes)
- 2017 : Good Doctor (1 épisode)
- 2017-2018 : SEAL Team (2 épisodes)
- 2018 : The Looming Tower (2 épisodes)
- 2018 : For Love (téléfilm)
- 2018-2020 : Yellowstone (4 épisodes)
- 2019 : The Walking Dead (1 épisode)
- 2019 : For All Mankind (2 épisodes)
- 2019-présent : Evil (5 épisodes)
- 2020 : Servant (1 épisode)
- 2021 : American Rust (en) (5 épisodes)
- 2022 : Super Pumped (2 épisodes)
- 2024 : Manhunt (en) (2 épisodes)

#### Clips musicaux
- 1985 : Emergency de Kool and the Gang
- 1986 : Victory de Kool and the Gang
- 1987 : Stone Love de Kool and the Gang
- 1987 : Run to Me d'Angela Winbush
- 1988 : Always with Me, Always with You de Joe Satriani
- 1988 : I Can't Wait de Deniece Williams

### Scénariste
- 1987 : P.I. Private Investigations (en) de Nigel Dick
- 1989 : Kill Me Again de lui-même
- 1992 : Red Rock West de lui-même
- 1996 : Mémoires suspectes (Unforgettable) de lui-même (script doctor non crédité)

## Distinctions
(en) Récompenses pour John Dahl sur l’Internet Movie Database

### Récompenses
- Festival du film policier de Cognac 1990 : grand prix pour Kill Me Again
- Festival du film policier de Cognac 1994 : prix de la critique pour Last Seduction
- Los Angeles Film Critics Association Awards 1994 : prix de la meilleure révélation pour Last Seduction
- Festival du film policier de Cognac 1997 : prix du public pour Mémoires suspectes
- American Film Institute Awards 2003 : prix Franklin J. Schaffner

### Nominations
- MystFest 1994 : meilleur film pour Last Seduction
- Directors Guild of America Awards 1995 : meilleure réalisateur d'un téléfilm ou programme spécial dramatique pour Last Seduction
- Film Independent's Spirit Awards 1995 : meilleure scénario et meilleur réalisateur pour Red Rock West
- Online Film and Television Association Awards 2011 : meilleure réalisation d'une série pour True Blood
- Online Film and Television Association Awards 2012 : meilleure réalisation d'une série dramatique pour Homeland
- Online Film and Television Association Awards 2014 : meilleure réalisation d'une série comique pour Shameless